# 케이틀린 블랙
케이틀린 블랙(Kaitlyn Black, 1983년 7월 29일 ~ )은 미국의 배우, 영화배우, 텔레비전 배우이다.
오하이오주에서 태어났다.

## 영화
- 더 페틀 푸셔스 (2017년)
- 본 앤 미씽 (2017년)
- 오피서 다운 (2013년) - 올리비아 역
- 관료 (2009년) - 패트리샤 역